# Makabi
Makabi is een Belgisch-Franse stripreeks die begonnen is in juni 2002 met Luc Brunschwig als schrijver en Olivier Neuray als tekenaar.

## Albums
Alle albums zijn geschreven door Luc Brunschwig, getekend door Olivier Neuray en uitgegeven door Dupuis.
| Nummer | Titel              |
| ------ | ------------------ |
| 1      | Baboesjka          |
| 2      | Appleton street    |
| 3      | De duivel in beeld |
| 4      | Jukebox            |